# 30 mars
Pour les articles homonymes, voir Trente-Mars.
30 février 30 avril
Chronologies thématiques
- Croisades
- Ferroviaires
- Sports
- Disney
- Anarchisme
- Catholicisme

Abréviations / Voir aussi
- (° 1852) = né en 1852
- († 1885) = mort en 1885
- a.s. = calendrier julien
- n.s. = calendrier grégorien
- Calendrier
- Calendrier perpétuel
- Liste de calendriers
- Naissances du jour

Le 30 mars est le 89e jour, moins souvent le 90e, de l'année du calendrier grégorien ; il en reste ensuite 276.
C'était généralement le 10e jour du mois de germinal dans le calendrier républicain / révolutionnaire français, officiellement dénommé jour du couvoir.

## Événements

### IXesiècle
- 805 : saint Ludger fêté les 26 mars est consacré comme premier évêque de Münster.

### XIIIesiècle
- 1282 : ce samedi saint, aux Vêpres siciliennes, révolte à Palerme, et dans toute l'île de Sicile, contre la domination angevine. 8 000 Français sont massacrés.

### XIVesiècle
- 1349 : les héritiers du trône de France portent désormais le titre de dauphin.

### XVIIIesiècle
- 1793 : la France accepte l'acte de la Convention germanique du Rhin de Georg Forster, Adam Lux et André Patocki sur demande l'intégration de la république de Mayence, dans l'État français. Elle ne parvint jamais à Mayence, qui avait entretemps été reprise par les forces impériales[pas clair].
- 1795 : combat de la Gemmerie, pendant la Chouannerie.

### XIXesiècle
- 1806 : en Italie, Napoléon nomme son frère Joseph Bonaparte roi de Naples.
- 1814 : la veille, 29 mars 1814, les alliés sont aux portes de Paris. Les quarante mille hommes de l'empereur n'ont pu arrêter les cent soixante mille coalisés. Le 30 mars, Paris a armé sa garde nationale, les ouvriers ont demandé des armes et des fusils. Schwarzenberg a dû attaquer par Pantin et Romainville, tandis que Blücher était chargé de prendre Clichy et les hauteurs de Montmartre. Opposés à cent mille coalisés, les trente mille hommes du duc de Raguse n'ont pu que se soumettre. La capitulation est signée, Marmont doit faire évacuer ses troupes. Les royalistes essaient de provoquer une manifestation en faveur des Bourbons, mais seuls quelques aristocrates répondent à l'appel.[pas clair]
- 1815 : en Italie, Murat publie à Rimini une proclamation dans laquelle il appelle les Italiens à se joindre à lui pour l'indépendance et la liberté.
- 1849 : en Inde, le Pendjab est annexé à l'Empire britannique des Indes.
- 1856 : traité de Paris. Fin de la guerre de Crimée, neutralisation de la mer Noire et protection de l'Empire ottoman et des détroits. La Russie cède les bouches du Danube à l'Empire ottoman.
- 1863 :
  - le Danemark annexe le Schleswig.
  - Le royaume de Pologne, théoriquement autonome, est divisé en provinces par la Russie.
- 1867 : les États-Unis achètent l'Alaska à la Russie pour 7 200 000 dollars. L'achat, autorisé par le président Andrew Johnson est signé par le secrétaire d'État William Seward le 9 avril 1867. Le transfert de la colonie russe aux États-Unis interviendra le 18 octobre 1867.
- 1870 : aux États-Unis, les Noirs, qui ont les mêmes droits civiques que les Blancs depuis le 9 septembre 1866, obtiennent le droit de vote.
- 1885 : en Afghanistan, les Russes, inquiets de l'influence britannique, occupent la région.
- 1888 : en France, Pierre Tirard termine un mandat de président du Conseil sous la présidence de Sadi Carnot.
- 1894 : en Martinique, le roi Béhanzin du Dahomey arrive avec sa suite et est installé au fort Tartenson.

### XXesiècle
- 1905 : les Grecs de Crète se soulèvent contre les Turcs.
- 1912 : le sultan du Maroc signe avec la France le traité de Fès faisant de son pays un protectorat français.
- 1940 : les Japonais installent un gouvernement fantoche chinois à Nankin.
- 1944 : bombardement de Nuremberg.
- 1951 : résolution no 91 du Conseil de sécurité des Nations unies, portant sur la question Inde-Pakistan.
- 1952 : des émeutes anti-françaises éclatent à Tanger, au Maroc.
- 1955 : résolution no 107 du Conseil de sécurité des Nations unies sur la question de la Palestine.
- 1967 : le quartier général militaire de l'OTAN en France est officiellement fermé.
- 1981 : le président Ronald Reagan est blessé d'une balle à la poitrine dans un attentat. L'auteur du coup de feu, John Hinckley, est immédiatement arrêté.
- 1997 : les ministres des Affaires étrangères de la Ligue arabe appellent au gel du processus de normalisation des relations avec Israël, en réponse à la construction par l'État hébreu d'un lotissement juif en lisière de Jérusalem-Est.
- 1999 : le pont aérien de l'ONU pour les réfugiés du Kosovo s'amorce.

### XXIesiècle
- 2001 : Branislav Ivkovic (en), député du Parti socialiste de Serbie (SPS) de Slobodan Milošević, affirme au Parlement serbe que des forces de police ont été envoyées dans le quartier de Dedinje afin d'arrêter l'ex-président yougoslave. Les partisans de Milošević se rendent alors aux abords de sa résidence pour tenter d'empêcher son arrestation.
- 2011 : résolution no 1975 du Conseil de sécurité des Nations unies sur la Côte d'Ivoire.
- 2019 : la candidate du parti Slovaquie progressiste Zuzana Čaputová est élue avec 58% des voix lors du second tour de l'élection présidentielle slovaque, sa prise de fonction aura lieu le 15 juin suivant[1].
- 2024 : en Bulgarie, Dimitar Glavtchev est nommé Premier ministre par intérim[2].

## Arts, culture et religion
- 1496 : la reconstruction de l'église Saint-Séverin de Paris est en voie d'achèvement, avec bénédiction de l'abside à cette date.
- 1880 : décrets contre les congrégations religieuses pris à Paris.
- 1887 :
  - un employé aux écritures à la Compagnie du gaz nommé André Antoine crée à vingt-neuf ans le Théâtre-Libre. Ce jeune Limougeaud admirateur d'Émile Zola a pour ambition de montrer le « vrai » sur scène.
  - promulgation de la loi sur les monuments historiques français.
- 1900 : Sir Arthur John Evans découvre une grande quantité de tablettes en argile sur le site de Cnossos, au cœur de la Crète.
- 1950 : Le Journal de Tintin publie le premier épisode d'« Objectif Lune ».
- 1987 :
  - Les Tournesols de Vincent van Gogh (en ce jour de son anniversaire de naissance en 1853 ci-après) devient le tableau le plus cher, lors d'enchères publiques chez Christie's à Londres où il est vendu en moins de cinq minutes pour la somme record de 22,5 millions de livres sterling, soit plus de 220 millions de francs. Il s'agit là du record absolu sur le marché de l'art lors de ventes aux enchères[3],[4],[5].
- 1989 : le président de la République François Mitterrand inaugure à Paris la pyramide du Louvre dont il avait passé commande pour la France à l'architecte sino-américain Ieoh Ming Pei.
- 1995 :
  - l'avortement et l'euthanasie sont « des crimes qu'aucune loi humaine ne peut prétendre légitimer », déclare Jean-Paul II dans une encyclique, « Evangelium vitæ » (« L'Évangile de la vie »).
  - François Mitterrand inaugure la Bibliothèque nationale de France du site « Tolbiac », à Paris 13e.
- 2020 : une peinture à l'huile Le Jardin du presbytère de Nuenen au printemps de Vincent van Gogh est volée au musée de Laren (Hollande-Septentrionale) aux Pays-Bas[6].

## Sciences et techniques
- 1842 : l'éther est utilisé pour la première fois comme anesthésique par le médecin américain le Dr Crawford Long.
- 1907 : Gabriel Voisin vole sur soixante mètres à Billancourt grâce à un avion biplan de sa fabrication équipé d'un moteur de cinquante chevaux.
- 2025 : Spectrum, le premier lanceur orbital tiré depuis l'Europe continentale, explose peu après son décollage de la base d'Andøya en Norvège[7].

## Économie et société
- 1795 : après la création des Écoles centrales le 25 ventôse (15 mars) a lieu ce 10 germinal du calendrier révolutionnaire et républicain français la fondation de l'École des langues orientales (actuel Institut national des langues et civilisations orientales, INALCO) à Paris.
- 1900 : limitation légale de la journée de travail à 11 heures pour les femmes et les enfants de France.
- 1906 : vingt jours après la catastrophe de Courrières qui a fait officiellement 1 099 morts, quatorze rescapés sont retrouvés dont un à la suite de recherches de sauveteurs allemands.
- 1974 : première liaison aérienne civile entre la Chine continentale et les États-Unis.
- 1998 : le constructeur allemand (bavarois) BMW achète le constructeur anglais Rolls-Royce.
- 2023 : aux États-Unis, l’ancien président Donald Trump, est inculpé de 34 chefs d’accusation de falsification de documents commerciaux[8].

## Naissances

### XIIesiècle
- 1138 : Maïmonide (Moshe ben Maïmon / Moïse Maïmonide dit), philosophe et théologien juif († 13 décembre 1204).

### XIVesiècle
- 1326 : Ivan II de Russie, grand prince de Moscou et de Vladimir de 1353 à 1359 († 13 novembre 1359).

### XVIIesiècle
- 1680 : Angelo Maria Querini, cardinal et bénédictin italien († 6 janvier 1755).

### XVIIIesiècle
- 1705 : August Johann Rösel von Rosenhof (ou Rœsel), artiste et naturaliste allemand († 27 mars 1759).
- 1744 : André de Bellemontre, général français de la Révolution et du Premier Empire († après le 10 décembre 1800).
- 1746 : Francisco de Goya, peintre et graveur espagnol († 16 avril 1828).
- 1754 : Jean-François Pilâtre de Rozier, aérostier français († 15 juin 1785).

### XIXesiècle
- 1843 : Florence Ashton Marshall, compositrice, écrivaine et cheffe d'orchestre britannique († 5 mars 1922).
- 1844 : Paul Verlaine, poète français († 8 janvier 1896).
- 1852 : Theodore Bent, archéologue britannique († 5 mai 1897).
- 1853 : Vincent van Gogh, peintre néerlandais († 29 juillet 1890).
- 1862 : Jeanne-Marie Condesa Lluch, religieuse fondatrice de la congrégation des Servantes de Marie Immaculée († 16 janvier 1916).
- 1863 : Joseph Caillaux, homme politique français († 21 novembre 1944).
- 1868 : Koloman Moser, peintre et stylicien autrichien († 18 octobre 1918).
- 1874 : Charles Lightoller, marin britannique, officier en second sur le paquebot Titanic († 8 décembre 1952).
- 1886 : Stanisław Leśniewski, mathématicien et philosophe polonais († 13 mai 1939).
- 1892 : Erwin Panofsky, historien de l'art et essayiste américano-allemand († 14 mars 1968).
- 1894 : Sergueï Iliouchine (Сергей Владимирович Ильюшин), ingénieur aérospatial russe († 9 février 1977).
- 1895 : Jean Giono, écrivain français († 9 octobre 1970).

### XXesiècle
- 1902 : Ted Heath (George Edward Heath dit), tromboniste et chef d’orchestre big band anglais († 18 novembre 1969).
- 1904 : Edgar P. Jacobs (Edgard Félix Pierre Jacobs dit), auteur belge de bandes dessinées († 20 février 1987).
- 1906 : Mark Weston (né Marie Louise Edith Weston), l'un(e) des meilleures athlètes britanniques en tant que femme dans les années 1920 († 29 janvier 1978).
- 1910 : Anita Cantieri, laïque italienne du Tiers-Ordre carmélite, déclarée vénérable en 1991 († 24 août 1942).
- 1912 : Alvin Hamilton (en), homme politique canadien († 29 juin 2004).
- 1913 :
  - Marc Davis, technicien américain de l'animation († 12 janvier 2000).
  - Frankie Laine (Frank Paul LoVecchio dit), chanteur américain († 6 février 2007).
- 1915 : Francesc Sabaté Llopart, anarchiste espagnol († 5 janvier 1960).
- 1916 : 
  - Donald Fallon, homme politique belge († 5 juillet 1998).
  - Gerard Baerends, éthologue néerlandais († 1er septembre 1999).
- 1917 : Herbert Anderson, acteur américain († 11 juin 1994).
- 1921 :
  - André Fontaine, journaliste et historien français († 17 mars 2013).
  - Esther Hermitte, ethnologue argentine († juillet 1990).
- 1922 : 
  - Virgilio Noè, cardinal italien, archiprêtre émérite de la basilique vaticane († 24 juillet 2011).
  - Élisabeth Quintenelle-Rioux, résistante française aujourd'hui centenaire.
- 1926 : Ingvar Kamprad, homme d’affaires suédois, fondateur de la chaîne Ikea († 27 janvier 2018).
- 1928 :
  - Robert Badinter, avocat et homme politique français, ministre de la Justice, garde des sceaux, porteur de la loi d'abolition de la peine capitale en France devant le Parlement, puis président du Conseil constitutionnel à Paris, auteur († 9 février 2024).
  - Thomas Ridley « Tom » Sharpe, écrivain britannique († 6 juin 2013).
- 1929 : Richard A. Dysart, acteur américain († 5 avril 2015).
- 1930 :
  - John Astin, acteur américain.
  - Joanne Grant, journaliste afro-américaine († 9 janvier 2005).
  - Félix Guattari, psychanalyste et philosophe français († 29 août 1992).
  - Rolf Harris, acteur, chanteur, compositeur et réalisateur australien.(† 10 mai 2023).
  - Ed Sanders, boxeur américain, champion olympique poids lourds († 14 décembre 1954).
- 1931 : Ernest Glinne, homme politique belge († 10 août 2009).
- 1932 : Alain Plessis, historien universitaire français, auteur également pour enfants et scolaires (collection "Histoire Juniors" chez Hachette[9], † 16 août 2010).
- 1933 : 
  - Jean-Claude Brialy, acteur, réalisateur et scénariste français († 30 mai 2007).
  - Arlette Testyler née Reiman, Française survivante de la rafle du Vélodrome d'Hiver[10] et d'un internement à Beaune-la-Rolande avec sa mère et sa sœur, ensuite cachées à Vendôme en Touraine, devenue témoin des exactions nazies et collaboratrices.
- 1934 : Hans Hollein, architecte autrichien († 24 avril 2014).
- 1937 :
  - Warren Beatty, comédien américain.
  - Marianne Lecène, speakerine française.
  - Michel Modo (Michel Henri Louis Goi dit), acteur français († 25 septembre 2008).
- 1940 : 
  - Astrud Gilberto (Astrud Evangelina Weinert), chanteuse brésilienne (de bossa nova).(† 5 juin 2023).
  - Jerry Lucas, joueur de basket-ball américain.
- 1941 : Graeme Edge, batteur britannique du groupe The Moody Blues. († 11 novembre 2021).
- 1943 : AWillie Albert « Al » Goodman (en), chanteur américain du groupe Ray, Goodman & Brown (en) († 26 juillet 2010).
- 1945 : Eric Clapton, guitariste, chanteur et compositeur de blues et de rock britannique.
- 1947 : Yūko Tsushima, écrivaine japonaise († 18 février 2016).
- 1948 :
  - Kenneth Raymond « Ken » Forssi, musicien américain, bassiste du groupe de rock Love († 10 janvier 1998).
  - Richard Gotainer, chanteur et compositeur français.
- 1949 : Liza Frulla, femme politique québécoise.
- 1950 : Robbie Coltrane (Anthony McMillan dit), acteur écossais († 14 octobre 2022).
- 1951 : 
  - Yves Séguin, homme politique québécois.
  - Klaus-Jürgen Grünke, coureur cycliste est-allemand, champion olympique.
  - Anton Tkáč, coureur cycliste slovaque, champion olympique.
- 1955 : Randy VanWarmer (en) (Randall Van Wormer dit), chanteur, compositeur et guitariste américain († 12 janvier 2004).
- 1956 : Éric Assous, réalisateur, scénariste et dialoguiste français († 12 octobre 2020).
- 1957 :
  - Elena Kondakova (Елена Владимировна Кондакова), cosmonaute russe.
  - Michael Lehmann, réalisateur, producteur et scénariste américain.
  - Paul Reiser, humoriste, acteur, scénariste et producteur américain.
- 1961 : Douglas Peter « Doug » Wickenheiser, joueur de hockey sur glace canadien († 12 janvier 1999).
- 1962 : MC Hammer (Stanley Kirk Burrell dit), rappeur américain.
- 1963 : Oleksiy Mykhaylychenko, footballeur et entraîneur ukrainien, champion olympique.
- 1964 : Tracy Chapman, chanteuse américaine.
- 1966 :
  - Joseph Willam « Joey » Castillo, batteur de rock américain.
  - Philippe Lellouche, acteur, réalisateur, scénariste et chanteur français.
- 1967 :
  - France D'Amour (France Rochon dite), auteure-compositrice et interprète québécoise.
  - Megumi Hayashibara (林原 めぐみ), doubleuse de voix pour animés et chanteuse japonaise.
- 1968 : 
  - Patrick Bach, ancien enfant acteur allemand de séries télévisées.
  - Céline Dion, chanteuse canadienne.
- 1970 : Sylvain Charlebois, chercheur, auteur et journaliste canadien spécialiste de l'agroalimentaire.
- 1973 : Jan Koller, footballeur tchèque.
- 1975 : Franck Jurietti, footballeur français.
- 1976 :
  - Chantal Botts, joueuse de badminton sud-africaine.
  - Aleksandr Kharitonov, joueur de hockey sur glace russe.
  - Chloé Lambert, actrice et auteur dramatique française.
  - Obadele Thompson, athlète barbadien.
- 1977 :
  - Marc Gicquel, joueur de tennis français.
  - Rebel Morrow, cavalière australienne.
- 1979 :
  - Stéphane Grichting, footballeur suisse.
  - Norah Jones, chanteuse, musicienne et actrice américaine.
  - Karim Souchu, basketteur français.
- 1980 : Catarina Camufal, basketteuse angolaise.
- 1982 : Philippe Mexès, footballeur français.
- 1984 :
  - Mario Ančić, joueur de tennis professionnel croate.
  - Sherin Francis, économiste seychelloise.
  - Anna Nalick, chanteuse et compositrice américaine.
  - Samantha Stosur, joueuse de tennis professionnelle australienne.
- 1985 : Russell Carter, basketteur américain.
- 1986 :
  - Grégory Bettiol, footballeur français.
  - Gary Coulibaly, footballeur français.
  - Sergio Ramos, footballeur espagnol.
- 1987 : Juan Pablo Pino, footballeur colombien.
- 1989 : Christopher « Chris » Sale, joueur de baseball américain.
- 1990 : Kheireddine Rechrouche, footballeur algérien.
- 1993 :
  - Anitta (Larissa de Macedo Machado dite), chanteuse, danseuse, mannequin, actrice et présentatrice brésilienne.
  - Mino (Song Min-ho dit), rappeur sud-coréen.
  - Ji Soo, acteur sud-coréen.
- 1997 : Cha Eun-woo, chanteur, acteur et modèle sud-coréen.
- 1999 : Jaylen Hoard, basketteur français.

### XXIesiècle
- 2003 : Alisa Sadikova, harpiste prodige russe.

## Décès

### XVesiècle
- 1486 : Thomas Bourchier, archevêque de Cantorbéry de 1454 à 1486 (° 1404 ? / c. 1411).

### XVIesiècle
- 1559 : Adam Ries, mathématicien allemand (° 1492).

### XVIIesiècle
- 1662 : François Le Métel de Boisrobert, poète français (° 1er août 1592).
- 1689 : Kazimierz Łyszczyński, philosophe athée polonais, décapité puis brûlé (° 4 mars 1634).

### XVIIIesiècle
- 1707 : Sébastien Le Prestre de Vauban dit Vauban, architecte français et ministre de Louis XIV spécialisé en fortifications (° vers 1633).
- 1725 : Filippo Bonanni, jésuite, scientifique et collectionneur italien (° 7 janvier 1638).
- 1764 : Pietro Locatelli, compositeur italien (° 3 septembre 1695).
- 1787 : Anne-Amélie de Prusse, compositrice allemande (° 9 novembre 1723).

### XIXesiècle
- 1804 : Victor-François de Broglie, militaire et aristocrate français, maréchal de France (° 19 octobre 1718).
- 1825 : Jacques de Falaise, carrier et saltimbanque français (° 1754).
- 1840 : George Brummell, dandy britannique (° 7 juin 1778).
- 1842 : Élisabeth Vigée Le Brun, peintre français (° 16 avril 1755).
- 1861 : Louis Cordier, géologue et minéralogiste français (° 31 mars 1777).
- 1875 : Marie Pleyel, pianiste et pédagogue française (° 4 juillet 1811).
- 1879 : Thomas Couture, peintre français (° 21 décembre 1815).
- 1886 :
  - Ellen Harding Baker, astronome et professeur américaine (° 8 juin 1847).
  - Jean-Joseph Charlier, révolutionnaire belge (° 4 avril 1794).
  - Joseph-Alfred Mousseau, homme politique canadien (° 17 juillet 1837).

### XXesiècle
- 1905 : Henri-Frédéric Iselin, sculpteur français (° 15 décembre 1825).
- 1912 : Karl May, écrivain allemand (° 25 février 1842).
- 1925 : Rudolf Steiner, philosophe autrichien (° 25 février 1861).
- 1932 : Eduard Sievers, philologue allemand (° 25 novembre 1850).
- 1945 : Eugène Maës, footballeur français, mort en déportation (° 15 septembre 1890).
- 1949 : Friedrich Bergius, chimiste allemand, prix Nobel de chimie 1931 (° 11 octobre 1884).
- 1950 : Léon Blum, homme politique français (° 9 avril 1872).
- 1953 : Alexandre Vachon, archevêque catholique canadien (° 16 août 1885).
- 1965 :
  - Maurilio Fossati, cardinal italien, archevêque de Turin de 1930 à 1965 (° 24 mai 1876).
  - Philip Showalter Hench, physicien américain, prix Nobel de médecine 1950 (° 28 février 1896).
  - Milly Mathis (Émilienne Tomasini dite), actrice française (° 8 septembre 1901).
- 1966 : Maxfield Parrish, peintre et illustrateur américain (° 25 juillet 1870).
- 1968 : Robert Cletus « Bobby » Driscoll, acteur américain (° 3 mars 1937).
- 1970 : Heinrich Brüning, homme politique allemand, chancelier de l'Allemagne de 1930 à 1932 (° 26 novembre 1885).
- 1977 : Abdel Halim Hafez (عبد الحليم حافظ) (Abdelhalim Chabana dit), acteur et chanteur égyptien (° 21 juin 1929).
- 1979 : José María Velasco Ibarra, homme politique équatorien, cinq fois président de l'Équateur entre 1934 et 1972 (° 19 mars 1893).
- 1981 : DeWitt Wallace (en), éditeur américain, cofondateur du Reader's Digest (° 12 novembre 1889).
- 1984 : Karl Rahner, théologien catholique allemand (° 5 mars 1904).
- 1986 : James Cagney, acteur américain (° 17 juillet 1899).
- 1988 : Edgar Faure, homme politique français, président du Conseil en 1952, membre de l'Académie française (° 18 août 1908).
- 1993 : Claude Mouton, annonceur sportif québécois de hockey sur glace (° 20 septembre 1931).
- 1997 : Georges Jeanclos (Georges Lucien Jeankelowitsch dit), sculpteur français (° 9 avril 1933).
- 1998 : Michèle Arnaud, chanteuse, productrice et réalisatrice française (° 18 mars 1919).
- 1999 : Michel Etcheverry, acteur français (° 16 décembre 1919).
- 2000 : Rudolf Kirchschläger, homme politique, diplomate et juge autrichien, président de la République d'Autriche de 1974 à 1986 (° 20 mars 1915).

### XXIesiècle
- 2002 :
  - Elizabeth Bowes-Lyon dite « Queen Mum », veuve du roi George VI, et mère de la reine Élisabeth II (° 4 août 1900).
  - Jean Pictet, juriste suisse (° 2 septembre 1914).
- 2003 :
  - Michael Jeter, acteur américain (° 26 août 1952).
  - Valentin Pavlov (Валентин Сергеевич Павлов), homme politique russe, Premier ministre soviétique en 1991 (° 26 septembre 1937).
- 2004 : Rosemary Timothy « Timi » Yuro, chanteuse américaine (° 4 août 1940).
- 2005 : 
  - Robert Creeley, poète américain (° 21 mai 1926).
  - Fred Korematsu, activiste nippo-américain des droits civiques (° 30 janvier 1919).
- 2007 :
  - Marcel Merkès, chanteur d'opérette (° 7 juillet 1920).
  - John Roberts, homme politique canadien (° 28 novembre 1933).
- 2013 : Philip « Phil » Ramone, ingénieur du son, producteur de musique, violoniste et compositeur américain (° 5 janvier 1934).
- 2015 : Ingrid van Houten-Groeneveld, astronome néerlandaise (° 21 octobre 1921).
- 2017 :
  - Paul Hamilton, footballeur puis entraîneur et sélectionneur nigérian (° 31 juillet 1941).
  - Donald Harvey, tueur en série américain (° 15 avril 1952).
- 2018 :
  - André Bo-Boliko Lokonga, homme politique zaïrois, Premier ministre du Zaïre de 1979 à 1980 (° 15 août 1934).
  - Christophe Salengro, comédien français connu pour son rôle de président du Groland (° 9 août 1953).
- 2020 :
  - Louise Ebrel-Goadec, chanteuse bretonne traditionnelle (° 27 juillet 1932).
  - Bill Withers, auteur-compositeur et interprète américain (° 4 juillet 1938).
  - Joachim Yhombi-Opango, homme politique congolais, Président de la République du Congo-Brazzaville de 1977 à 1979 (° 14 janvier 1939).
- 2021 : 
  - Gérard Filippelli, acteur et humoriste français issu de la troupe de musiciens puis d'acteurs fantaisistes "Les Charlots" (° 1942).
  - Judith Siboni, actrice française (° 4 janvier 1975).
- 2022 :
  - Mathew Cheriankunnel, prêtre catholique indien (° 23 septembre 1930).
  - Bruno Dubernat, acteur et directeur artistique français (° 17 janvier 1962).
  - Margarito Pánfilo Estrada Espinoza, auteur-compositeur-interprète mexicain (° 1er juin 1934).
  - Egon Franke, fleurettiste italien (° 23 octobre 1935).
  - Roger Laouenan, écrivain, historien et journaliste français (° 28 août 1932).
  - Enrique Ortez Colindres, homme politique hondurien (° 29 octobre 1931).
- 2023 : 
  - Luc Florian, acteur français (° 24 août 1951).
  - Johan Leysen, acteur belge (° 19 février 1950).
  - Rolf Maier, haltérophile français (° 16 décembre 1932).
  - Ray Shulman, musicien britannique (° 8 décembre 1949).
  - Steve Skeates, scénariste de bande dessinée américain (° 29 janvier 1943).
  - Paweł Śpiewak, sociologue et historien polonais (° 17 avril 1951).
- 2024 : 
  - Martín Almada, écrivain et avocat paraguayen (° 30 janvier 1937).
  - Michel Buffet, designer industriel français (° 1er novembre 1931).
  - Étienne Couvert, historien et auteur catholique traditionaliste français (° 30 juillet 1927).
  - Bill Delahunt, homme politique américain (° 18 juillet 1941).
  - Fred Gamble, pilote automobile américain (° 17 mars 1932).
  - Ulrike Koch, sinologue, tibétologue, écrivain et réalisatrice suisse (° 1950).
  - Yōko Ōta, géographe japonaise (° 17 août 1928).
  - Benoît Pelletier, homme politique et avocat canadien (° 10 janvier 1960).
- 2025 : 
  - Enrique Bátiz, pianiste et chef d'orchestre mexicain (° 4 mai 1942).
  - Barbara Frischmuth, écrivaine, scénariste et poétesse autrichienne (° 5 juillet 1941).
  - Stanley Kalms, entrepreneur et homme politique britannique (° 21 novembre 1931).

## Célébrations

### Internationales
- Journée scolaire de la non-violence et de la paix (DENIP) propre aux pays avec des calendriers scolaires spécifiques de l'hémisphère sud[pas clair].
- Journée internationale des troubles bipolaires.

### Nationales
- États-Unis : National Doctors' Day (en) / « journée nationale des médecins » initiée dans l'État fédéré de Géorgie dès 1933 puis officialisée en 1990.
- France : journée nationale des (mobilisations des) retraités[11].
- Palestine : Land Day, « fête de la terre », يوم الأرض / yom al-ard en arabe, יום האדמה / yom ha'adama en hébreu, commémorant des manifestations de 1976 contre l'occupation et la confiscation de terres.
- Trinité-et-Tobago : Spiritual Baptist Liberation Day / « jour de la libération de la religion « spiritual baptist » » commémorant l'abrogation de la prohibition de cette religion syncrétique afro-caribéenne.

### Religieuses
- Bahaïsme : dixième jour du mois de la splendeur / bahá' بهاء, dans le calendrier badīʿ.
- Christianisme (Église orthodoxe) : visitation de la Vierge Marie en attente du futur Jésus de Nazareth son fils, à sa cousine âgée Élisabeth elle-même enceinte du futur Saint Jean le Baptiseur (31 mai dans le catholicisme).

### Saints des Églises chrétiennes

#### Saints des Églises catholiques et orthodoxes
Saints des Églises catholiques et orthodoxes :
- Domnin de Thessalonique (ru) († IVe siècle), Victor et leurs compagnons, martyrs à Thessalonique.
- Jean Climaque († 605), abbé au monastère Sainte-Catherine du Sinaï, auteur de l'Échelle sainte.
- Mamertin d'Auxerre († 462), converti par saint Germain l'Auxerrois, lui aussi abbé à Auxerre.
- Patton († 788), 2e évêque de Verden.
- Regulus d'Arles († 270), évêque d'Arles connu aussi comme Rieul de Senlis et 1er évêque de Senlis.
- Tola de Clonard (en) († 735), évêque de Clonard.
- Zosime de Syracuse († 662), évêque de Syracuse.

#### Saints et bienheureux des Églises catholiques
Saints et bienheureux des Églises catholiques :
- Amédée IX de Savoie († 1472), duc de Savoie, saint patron du Piémont.
- Antoine Daveluy († 1866), évêque des missions étrangères, martyr à Boryeong en Corée.
- Cligne († XIe siècle), moine.
- Dodon († 1231), bienheureux ermite à Asch (Pays-Bas).
- Joseph Chang Chu-gi († 1866), catéchiste et Luc Hwang Sok-tu, martyrs à Boryeong en Corée.
- Jules Alvarez Mendoza († 1927), prêtre et martyr à San Julián (Jalisco) lors du gouvernement anticatholique mexicain.
- Léonard Murialdo († 1900), prêtre italien fondateur de la congrégation de saint Joseph.
- Luc Hwang Sok-tu (1816-1866), catéchiste, martyr en Corée, saint.
- Ludovic de Casoria († 1885), prêtre franciscain italien, fondateur des frères de la Charité et des franciscaines de Sainte-Élisabeth.
- Marie Restitute Kafka († 1943), bienheureuse religieuse franciscaine de la Charité, martyre à Vienne (Autriche).
- Martin Luc Huin († 1866), prêtre des missions étrangères, martyr à Boryeong.
- Morico d'Assise († 1236), franciscain italien - compagnon de saint François d'Assise.
- Osburg (en) († XIe siècle), 1re abbesse de Coventry.
- Pierre Aumaître († 1866), prêtre des missions étrangères, martyr à Boryeong.
- Pierre Regalado († 1456), franciscain à Valladolid en Espagne.
- Thomas Son Cha-son († 1866), catéchiste, martyr en Corée.

#### Saints des Églises orthodoxes (aux dates parfois"juliennes"/ orientales)
Saints des Églises orthodoxes , outre les saints œcuméniques voire pré-schismatiques ci-avant ...
- Sophrone d'Irkoutsk († 1771), moine.
- Zacharie de Corinthe († 1684), martyr.

### Prénoms du jour
Bonne fête aux Amédée et ses variantes : Amadei, Amadeo, Amadeu, Amadeus, Amadis, Amadieu, Amedeo, Amedeus, Go/ö(e)t(t)li(e)b.
Et aussi aux Malon (voir Saint-Malon-sur-Mel, saint Maclou / saint Malo d'Aleth, entre 15 novembre et la veille 29 mars).

## Traditions et superstitions

### Dictons
- « Belle journée de saint-Amédée, de soleil on ne devra pas se priver. »[14]
- « Souvent, la saint-Amédée, est de mars la plus belle journée. »[15]

### Astrologie
- Signe du zodiaque : 10e jour du signe du zodiaque du Bélier.

## Toponymie
De nombreuses voies, places ainsi que des sites et édifices portent le nom de cette date en langue française et figurent dans la page d'homonymie Trente-Mars .